# Davis-Monthan Air Force Base
La Davis-Monthan Air Force Base est une base de l'United States Air Force située près de Tucson, en Arizona. Cette base accueille le service de stockage 309th Aerospace Maintenance and Regeneration Group responsable du cimetière d'avions de la base.
La base est voisine (à l'est) de l'aéroport international de Tucson.

## Unités basées
- 15 mai 1947 - 27 juin 1949 : 57th Fighter Group ;
- 1er juillet 1981 - 31 mai 1990 : 868th Tactical Missile Training Squadron, seule unité d'entrainement de BGM-109G Gryphon.